# Ploceus
Ploceus Cuvier, 1816 è un genere di piccoli uccelli passeriformi della famiglia Ploceidae.

## Tassonomia
Il genere Ploceus comprende le seguenti specie:

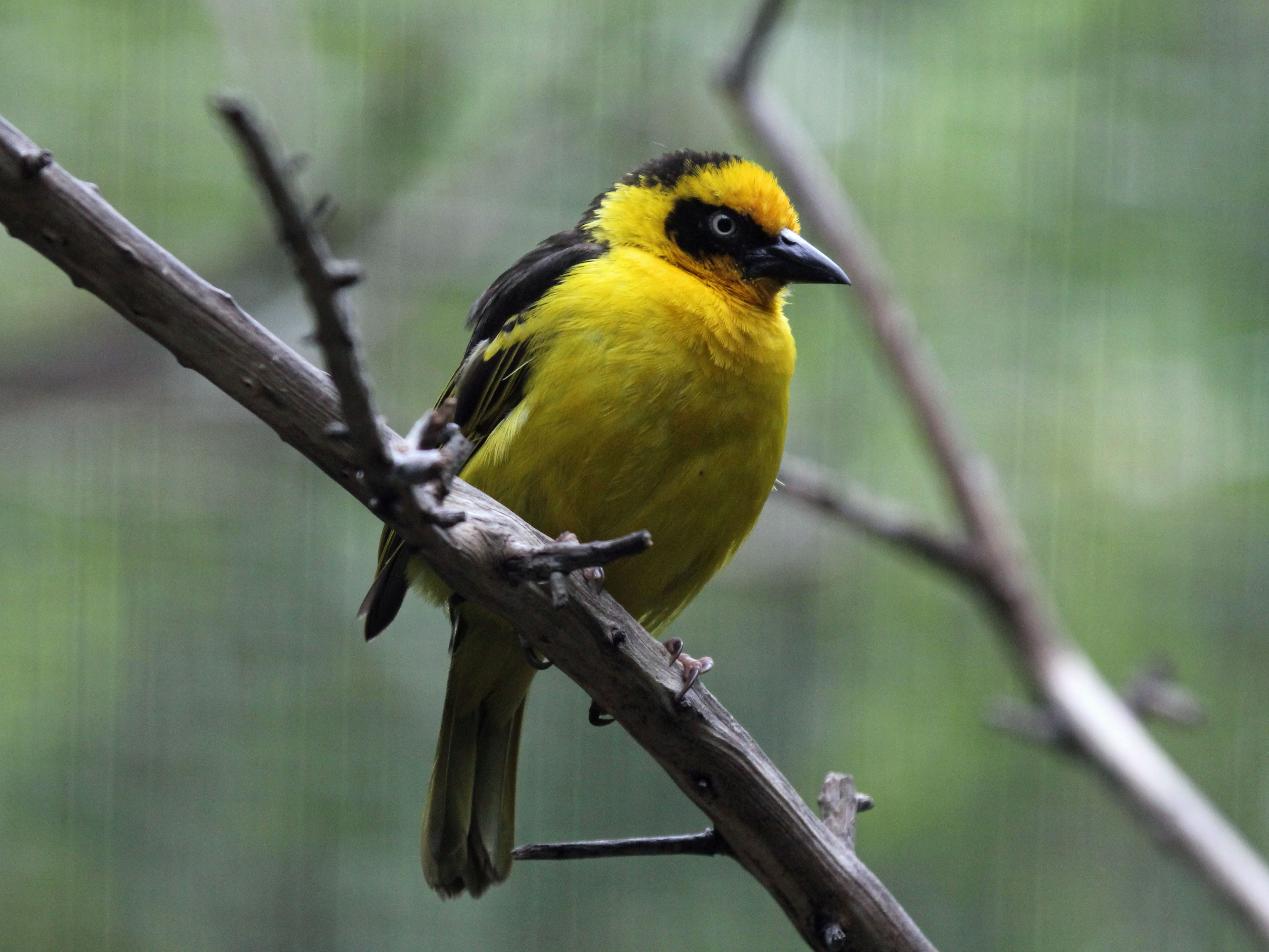
Ploceus baglafecht

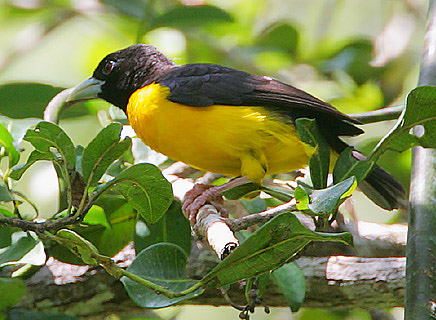
Ploceus bicolor

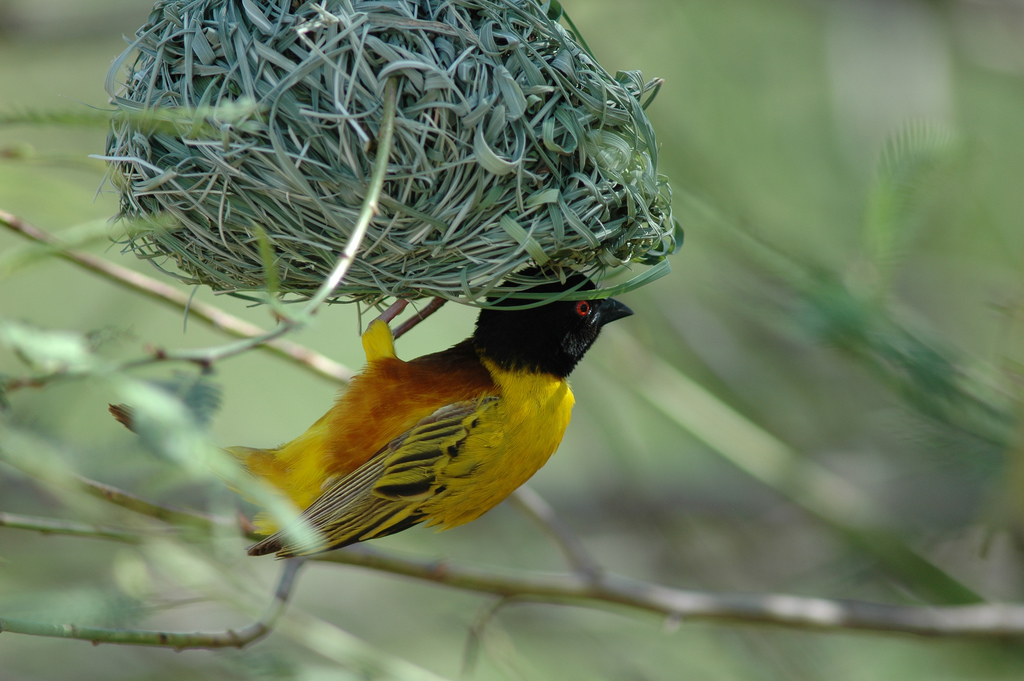
Ploceus jacksoni

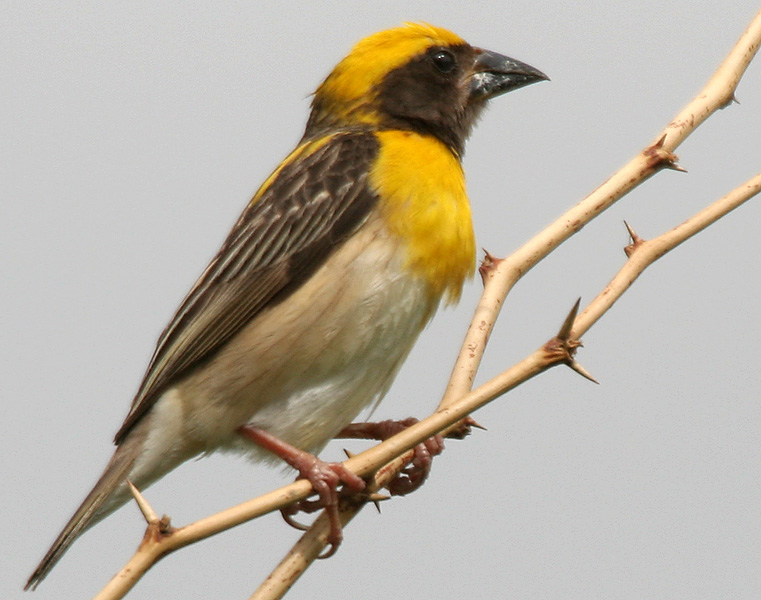
Ploceus philippinus

- Ploceus baglafecht (Daudin, 1802) - tessitore di Baglafecht
- Ploceus bannermani Chapin, 1932 - tessitore di Bannerman
- Ploceus batesi (Sharpe, 1908) - tessitore di Bates
- Ploceus nigrimentus Reichenow, 1904 - tessitore mentonero
- Ploceus bertrandi (Shelley, 1893) - tessitore di Bertrand
- Ploceus pelzelni (Hartlaub, 1887) - tessitore di Pelzeln
- Ploceus subpersonatus (Cabanis, 1876) - tessitore di Loanga
- Ploceus luteolus (Lichtenstein, 1823) - tessitore piccolo mascherato
- Ploceus ocularis A. Smith, 1828 - tessitore dagli occhiali
- Ploceus nigricollis (Vieillot, 1805) - tessitore giallo e nero
- Ploceus alienus (Sharpe, 1902) - tessitore straniero
- Ploceus melanogaster Shelley, 1887 - tessitore nero facciagialla
- Ploceus capensis (Linnaeus, 1766) - tessitore del Capo
- Ploceus temporalis (Barboza du Bocage, 1880) - tessitore di Bocage
- Ploceus subaureus A. Smith, 1839 - tessitore dorato
- Ploceus xanthops (Hartlaub, 1862) - tessitore dorato di Holub
- Ploceus aurantius (Vieillot, 1805) - tessitore arancio
- Ploceus heuglini Reichenow, 1886 - tessitore mascherato di Heuglin
- Ploceus bojeri (Cabanis, 1869) - tessitore dorato delle palme
- Ploceus castaneiceps (Sharpe, 1890) - tessitore dorato di Taveta
- Ploceus princeps (Bonaparte, 1850) - tessitore dorato dell'Isola Principe
- Ploceus castanops Shelley, 1888 - tessitore golabruna settentrionale
- Ploceus xanthopterus (Hartlaub & Finsch, 1870) - tessitore dorato golabruna
- Ploceus burnieri Baker, NE & Baker, EM, 1990 - tessitore di Kilombero
- Ploceus galbula Rüppell, 1840 - tessitore di Rueppell
- Ploceus taeniopterus (Reichenbach, 1863) - tessitore mascherato settentrionale
- Ploceus intermedius Rüppell, 1845 - tessitore mascherato minore
- Ploceus velatus Vieillot, 1819 - tessitore mascherato africano
- Ploceus katangae (Verheyen, 1947) - tessitore mascherato del Katanga
- Ploceus ruweti Louette & Benson, 1982 - tessitore mascherato di Lufira
- Ploceus reichardi Reichenow, 1886 - tessitore mascherato della Tanzania
- Ploceus vitellinus (Lichtenstein, 1823) - tessitore mascherato vitellino
- Ploceus spekei (Heuglin, 1861) - tessitore di Speke
- Ploceus spekeoides Grant & Mackworth-Praed, 1947 - tessitore di Fox
- Ploceus cucullatus (Statius Müller, 1776) - tessitore gendarme
- Ploceus grandis (Gray, GR, 1844) - tessitore gigante
- Ploceus nigerrimus Vieillot, 1819 - tessitore nero di Vieillot
- Ploceus weynsi (Dubois, AJC, 1900) - tessitore di Weyns
- Ploceus golandi (Clarke, S, 1913) - tessitore di Clarke
- Ploceus dichrocephalus (Salvadori, 1896) - tessitore di Salvadori
- Ploceus melanocephalus (Linnaeus, 1758) - tessitore testanera
- Ploceus jacksoni Shelley, 1888 - tessitore di Jackson
- Ploceus badius (Cassin, 1850) - tessitore color cannella
- Ploceus rubiginosus Rüppell, 1840 - tessitore castano
- Ploceus aureonucha Sassi, 1920 - tessitore nucadorata
- Ploceus tricolor (Hartlaub, 1854) - tessitore tricolore
- Ploceus albinucha (Barboza du Bocage, 1876) - tessitore nero di Maxwell
- Ploceus nelicourvi (Scopoli, 1786) - tessitore di Nelicourvi
- Ploceus sakalava Hartlaub, 1861 - tessitore di Sakalava
- Ploceus hypoxanthus (Sparrman, 1788) - tessitore dorato asiatico
- Ploceus superciliosus (Shelley, 1873) - tessitore compatto
- Ploceus benghalensis (Linnaeus, 1758) - tessitore del Bengala
- Ploceus manyar (Horsfield, 1821) - tessitore striato
- Ploceus philippinus (Linnaeus, 1766) - tessitore di Baya
- Ploceus megarhynchus Hume, 1869 - tessitore di Finn
- Ploceus bicolor Vieillot, 1819 - tessitore di foresta
- Ploceus preussi (Reichenow, 1892) - tessitore dorsodorato occidentale
- Ploceus dorsomaculatus (Reichenow, 1893) - tessitore dorsogiallo
- Ploceus olivaceiceps (Reichenow, 1899) - tessitore dorato testaoliva
- Ploceus nicolli Sclater, WL, 1931 - tessitore di Usambara
- Ploceus insignis (Sharpe, 1891) - tessitore capobruno
- Ploceus angolensis (Barboza du Bocage, 1878) - tessitore alibarrate
- Ploceus sanctithomae (Hartlaub, 1848) - tessitore di São Tomé
- Ploceus flavipes (Chapin, 1916) - malimbo piedigialli